# Окономовок (містечко, Вісконсин)
Окономовок (англ. Oconomowoc) — місто (англ. town) в США, в окрузі Вокеша штату Вісконсин. Населення — 8836 осіб (2020).

## Демографія
Згідно з переписом 2010 року, у місті мешкало 8408 осіб у 3244 домогосподарствах у складі 2470 родин. Було 3709 помешкань
Расовий склад населення:
| - 97,5 % — білих - 0,6 % — азіатів - 0,5 % — чорних або афроамериканців - 0,1 % — вихідців з тихоокеанських островів - 0,1 % — корінних американців |

До двох чи більше рас належало 0,9 %. Частка іспаномовних становила 1,5 % від усіх жителів.
За віковим діапазоном населення розподілялося таким чином: 23,3 % — особи молодші 18 років, 63,6 % — особи у віці 18—64 років, 13,1 % — особи у віці 65 років та старші. Медіана віку мешканця становила 44,6 року. На 100 осіб жіночої статі у місті припадало 103,5 чоловіків;  на 100 жінок у віці від 18 років та старших — 104,3 чоловіків також старших 18 років.
Середній дохід на одне домашнє господарство  становив 126 456 доларів США (медіана — 96 016), а середній дохід на одну сім'ю — 140 880 доларів (медіана — 107 197). Медіана доходів становила 73 500 доларів для чоловіків та 51 836 доларів для жінок. За межею бідності перебувало 4,9 % осіб, у тому числі 2,3 % дітей у віці до 18 років та 2,8 % осіб у віці 65 років та старших.
Цивільне працевлаштоване населення становило 4711 осіб. Основні галузі зайнятості: освіта, охорона здоров'я та соціальна допомога — 26,1 %, виробництво — 16,7 %, науковці, спеціалісти, менеджери — 11,7 %, роздрібна торгівля — 9,1 %.